# Arepuna lycii
Arepuna lycii är en insektsart som beskrevs av Leonard D. Tuthill 1959. Arepuna lycii ingår i släktet Arepuna och familjen rundbladloppor.
Artens utbredningsområde är Peru. Inga underarter finns listade i Catalogue of Life.